# Conventions orthographiques du gaélique écossais
Les Conventions orthographiques du gaélique écossais ou Gnàthachas litreachaidh na Gàidhlig (GLG) sont une tentative d'harmonisation de l'écriture de la langue gaélique écossaise. La première version du document a été publiée en 1981, et trois versions révisées ont été publiées depuis. Les conventions sont en usage dans l'ensemble du système éducatif écossais, du primaire à l'université, et sont aussi utilisées comme référence par le parlement, le gouvernement et la BBC.

## Contexte
En 1976, les inspecteurs de l'académie écossaise, le Scottish Examination Board (Bureau des examens écossais) s'était rendu compte des variations orthographiques qui existaient en gaélique et ils estimèrent que des recommandations seraient nécessaires pour s'assurer que les enseignants et les élèves utilisent des conventions appropriées. De plus, il était important de tenir compte des recommandations des enseignants, des éditeurs et des correcteurs qui publiaient dans les journaux et corrigeaient les examens.

### La version de 1981
En 1981, les conventions orthographiques du gaélique furent publiées en anglais (Gaelic Orthographic Conventions ou GOC). Depuis, cette version a servi de document de référence dans de nombreux domaines où le Gaélique se développait, l'usage du gaélique s'est étendu à divers domaines de la vie publique en Écosse.
Les spécialistes qui ont rédigé les conventions sont :
- Le Professeur Dòmhnall MacAmhlaigh
- Le Professeur Ruaraidh MacThòmais
- Jake A. MacDhòmhnaill (École Cnoc Iòrdain de Glasgow)
- Coinneach D. MacDhòmhnaill
- L.F. Dick (Gàidhlig, Conseil régional des Hébrides)
- Murchadh MacLeòid
- D. A. MacDhòmhnaill, (Bellahouston Academy, Glasgow)
- Mgr. D.J.M. Maciver, (École secondaire MhicNeacail, Steòrnabhaigh)
- A.J. Macleod, (Sir E. Scott, Na Hearadh)
- J. MacPhee, (École secondaire de Daliburgh)
- D. Morrison, (École secondaire de d'Oban)
- J. Murray, (Conseil régional des Hébrides)
- R. MacNeil, (École de Langside, Glasgow)

### La version de 2005
Le Bureau des examens écossais a été remplacé par un nouvel organisme, l'Autorité des qualifications écossaises (Ùghdarras Teisteanasan na h-Alba, ou Scottish Qualifications Authority en anglais). Elle décide quels doivent être le développement et les révisions du document, car les établissements où l'enseignement se fait en langue gaélique (Foghlam tro Mheadhan na Gàidhlig ou Gaelic medium eductation en anglais) se développent et avec ses conseils, la langue joue un rôle croissant dans l'administration publique, en accord avec les principes et les recommandations qui étaient présentes dans la version originale.